# Bodzássy István
Bodzássy István, Bodzási (Makó, 1887. december 11. – ?) magyar festőművész.

## Élete
Kereskedőcsaládban született Makón, szülei Bodzási István és Gábor Lilla voltak. Szülővárosában végezte elemi iskoláját, majd három évig tanult a helyi gimnáziumban. Tanulmányait Aradon folytatta, érettségit is ott tett. Rajztanára Visontay Kálmán volt, aki felfedezte Bodzássy tehetségét. Beiratkozott Balla Frigyes magániskolájába, majd 1907-ben a nagybányai szabadiskola növendéke lett; itt ismerkedett meg a plein airrel és az impresszionista festészettel. Nagybányán festett alkotásait Iványi-Grünwald Béla korrigálta.
1910-ben elnyert egy aradi ösztöndíjat, amivel Münchenbe utazott. Itt 4 évig tartózkodott (1910–1914), egy orosz festő impresszionista magániskolájának volt tagja. Nyaranta hazajárt Nagybányára.
1914-ben Párizsba utazott; az itt szerzett élményein, tapasztalatain alapult festményeinek későbbi merész, fölfokozott színvilága. Az első világháborúban orosz fogságba esett; itt portrékat festett. Magyarországra hazatérve Szegeden telepedett le. 1919-ben két képpel szerepelt egy városi tárlaton. Juhász Gyula itt pillantotta meg Bodzássy képeit.
A festőművész 1920. február 14-én Szegeden összeházasodott Löffler Kató (1887. november 23. – Budapest, 1944. augusztus 2.) fényképész és iparművésszel. Felesége műtermében állította ki képeit, amit Juhász Gyula ismét nagy elragadtatással fogadott, összeismertette Espersit Jánossal, és visszacsábította Makóra. A költő közreműködésével ismerkedett meg a szegedi diákírókkal; megtervezte a Lírai antológia és a Csönd című lap címlapját. Szülővárosában 1921-ben mutatkozott be tárlatával, amin 28 vázlatot, festményt és rajzot mutattak be a református egyház tanácstermében.
Előbb Apátfalván töltött el sok időt festegetéssel, majd 1923 januárjában Németországba költözött. Szülőhazájába már nem tért vissza soha.

## Főbb művei
- A babiloni vizeknél
- Énekek éneke
- Espersit János
- Ex libris
- Kárász utca télen
- Kirándulás
- Merengés
- Salome
- Tánc
- Virágos fák

## Külső hivatkozások
- Bodzássy István életrajza a Németh László Városi Könyvtár honlapján